# Çaltılıçukur, Akseki
Çaltılıçukur là một xã thuộc huyện Akseki, tỉnh Antalya, Thổ Nhĩ Kỳ. Dân số thời điểm năm 2011 là 155 người.